# Gregory Maguire
Gregory Maguire, född 9 juni 1954 i Albany i delstaten New York, är en amerikansk författare.